# 220 Central Park South
Il 220 Central Park South è un grattacielo residenziale a Midtown Manhattan, nella città di New York. È il quattordicesimo grattacielo più alto della città, poco più basso del Four World Trade Center.

## Storia
Il sito era in origine occupato da un edificio di 20 piani risalente al 1954. Possedeva 124 appartamenti e venne acquistato nel 2005 dalla Vornado Realty Trust per 131,5 milioni di dollari. Dopo l'acquisto, la Vornado avviò una battaglia legale per sfrattare gli ultimi inquilini rimasti e nel 2009 la corte si schierò a suo favore. Infine, nel 2010, l'azienda si accordò con gli inquilini, pagando ognuno di loro tra gli 1,3 e gli 1,56 milioni di dollari.
La demolizione dell'edificio ha avuto inizio nel 2012, dopo una nuova disputa legale con la società Extell, proprietaria del garage sotto l'edificio. I lavori di demolizione sono stati conclusi all'inizio del 2013 e nei primi mesi del 2014 è stato presentato il progetto ufficiale, che è stato approvato nel marzo dello stesso anno. I lavori di fondazione sono quindi iniziati nel luglio 2014 e a maggio 2015 la torre ha superato il livello del terreno. Un anno più tardi, nel maggio 2016, è stato raggiunto il 25º piano. La struttura esterna è stata completata alla fine del 2018, e l'edificio inaugurato ufficialmente nel 2019.

## Caratteristiche
Il design originale dell'edificio prevedeva una torre interamente vetrata. Il progetto attuale dell'edificio, opera dell'architetto Robert A. M. Stern, prevede invece una facciata composta sia da vetro che da calcare. L'edificio, la cui base misura 39 metri x 23, comprende 160 unità abitative, per un totale di 38 494 metri quadrati calpestabili. Possiede anche un portico, una cantina, una piscina e una sala fitness. Inoltre, al primo piano sono presenti degli spazi commerciali.